# Coffeikokkos
Coffeikokkos  (лат.) — род мелких орехотворок из подсемейства Cynipinae (Cynipini). Центральная Америка (Коста-Рика и Панама). Длина 3—5 мм. Голова расширенная позади глаз. Жгутик усика состоит из 14—15 члеников (флагелломеров), что отличает его от всех других представителей трибы Cynipini. В целом, у самок усики 17-члениковые. Мезоскутум гладкий и блестящий, нотаули глубокие, полные, достигают пронотума. Нижнечелюстные щупики 5-члениковые, нижнегубные щупики состоят из 3 сегментов (формула: 5,3). Коготки лапок простые, с широкой и округлой базальной частью. Общая окраска тела коричневая. Обнаружено только партеногенетическое поколение самок. Развиваются на Quercus bumelioides (Буковые). Название рода Coffeikokkos дано из-за сходства цвета и формы образуемых личинками галлов с ягодами кофейного дерева (от греческого слова kokkos (κόκκος), означающего «ягода»).
- Coffeikokkos copeyensis Pujade-Villar & Melika, 2012 — Коста-Рика[1]
- Coffeikokkos korytkowskii Medianero & Nieves-Aldrey, 2013 — Панама[2]